# Тегаево
Тегаево (горномар. Тегäй) — деревня в Горномарийском районе Марий Эл Российской Федерации. Входит в состав Пайгусовского сельского поселения.
Численность населения — 21 чел. (2014 год).

## География
Располагается в 5 км от административного центра сельского поселения — села Пайгусово.

## История
Название деревни происходит от имени одного из первопоселенцев. Более раннее название — Копонлык (с марийского «деревня на изгибе реки Копон»). Впервые упоминается в 1795 году.

## Население
| 2002 | 2010 | 2014 |
| ---- | ---- | ---- |
| 32   | ↘18  | ↗21  |